# Nematophyta
Nematophytes là một nhóm thực vật đất liền chỉ còn thấy dấu vết trong một số mẫu hóa thạch. Chi điển hình là Nematothallus, đại diện điển hình hóa cho cả nhóm, lần đầu tiên được Lang W. H miêu tả vào năm 1933. Ông cho rằng nó là dạng thực vật có tản với đặc trưng dạng ống và là thể bào tử, được che phủ bằng lớp cutin, bảo tồn các dấu vết của các tế bào phía dưới. Ông đã tìm thấy nhiều dấu tích có các đặc trưng này nhưng chúng không kết hợp đồng thời cả ba đặc trưng, điều này làm cho việc tái tạo lại các mảnh vụn thực vật như là các bộ phận của một sinh vật duy nhất mang tính phỏng đoán rất cao.
Sự thiếu vắng định nghĩa rõ ràng của nematophytes đã dẫn tới việc coi nó như là một đơn vị phân loại hình thái trong đơn vị phân loại thùng rác, với mọi loại dấu tích thực vật có dạng ống và các cutin kiểu tế bào có trong giai đoạn thuộc hay xung quanh kỷ Silur được xếp vào nhóm "Nematophytes" với ý nghĩa như là sự thể hiện cho sự không biết gì hơn là sự thể hiện có ý nghĩa khoa học nào đó.
Phân loại Linnaeus gặp vấn đề trong việc sắp xếp phần lớn các nhóm hóa thạch, do chúng có xu hướng tạo ra các nhóm thân cây đối với các đơn vị phân loại hiện đại. Vì thế mặc cho các cố gắng của Strother trong việc chính thức hóa danh pháp của Nematothalli, nhưng tôn ti trật tự của các lớp, bộ và họ tốt nhất nên nghĩ như là một nhóm thân cây đối với thực vật có phôi (thực vật hiện đại ngày nay), với tảo lục như là nhóm thân cây đối với Nematophytes. Thực vậy, do không có (hay chưa tìm thấy) các cấu trúc sinh sản hay sinh dưỡng giống như thường thấy ở thực vật có phôi ngày nay, nên việc giả định mối quan hệ này cũng chưa hẳn đã là tin cậy.